# یستریکلاند

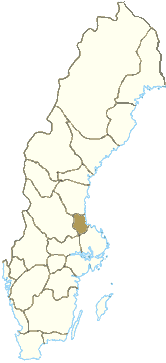
موقعیت یستریکلاند در سوئد

یستریکلاند (به سوئدی: Gästrikland) یکی از استان‌های سوئد است که در ساحل شرقی این کشور واقع شده‌است. این استان با استان‌های هلسینگلاند، دالارنا، وستمانلاند و اوپلاند و همچنین خلیج بوتنی مرز مشترک دارد.
این استان را معمولاً دروازه شمال سوئد می‌دانند. در سمت غرب آن زمین‌هایی پوشیده از جنگل وجود دارد ولی در سمت شرق و جنوب دشت‌های همواری دیده می‌شود. در شمال غربی این استان قله‌ای با ارتفاع ۴۰۲ متر قرار دارد.